# Université de Lund
L’université de Lund (en suédois, Lunds universitet, ou LU) est une prestigieuse université suédoise, basée à Lund, en Suède méridionale, et représentant la plus grande institution d'enseignement et de recherche des pays scandinaves. Fondée en 1666, elle est la seconde plus ancienne université en Suède.
Elle regroupe sept départements, avec des campus additionnels dans les villes de Malmö et Helsingborg, avec un total de plus de 24 500 étudiants dans cinquante programmes et 800 cours différents. Elle appartient à la Ligue européenne des universités de recherche, ainsi qu'au réseau Universitas 21.
L'université de Lund comprend aussi l'école polytechnique de l'université de Lund (Lunds Tekniska Högskola).

## Histoire

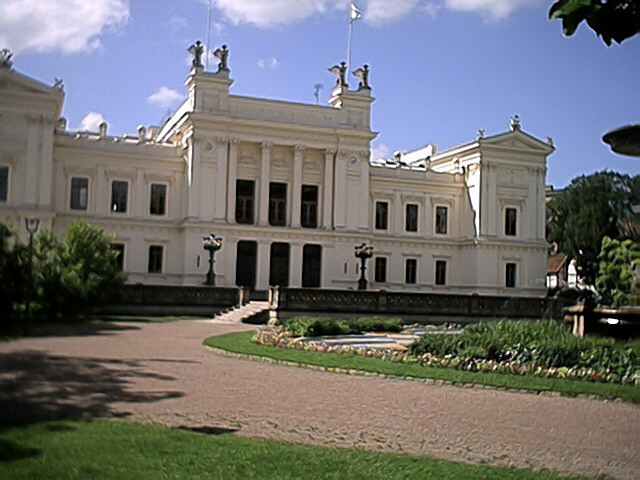
Édifice principal de l'université, construit en 1882 par Helgo Zettervall.

La ville a une longue tradition d'enseignement, et était le centre ecclésiastique ainsi que le siège de l'archevêque du Danemark. Une école cathédrale, la Katedralskolan, est établie en 1085 pour former le clergé et reste à ce jour l'une des plus anciennes écoles de Scandinavie.
Une université médiévale (Studium Generale) est fondée en 1425, mais doit fermer en 1536 à la suite de la Réforme protestante danoise.
Après le traité de Roskilde, en 1658, les Skåneland deviennent la possession de la Couronne de Suède, qui y fonde rapidement l'université de Lund en 1666, comme moyen de Suédification. C'est alors la cinquième université de Suède, après l'université d'Uppsala (1477), l'Academia Gustaviana (1632, aujourd'hui en Estonie), l'Académie d'Åbo (1640, aujourd'hui en Finlande), et l'université de Greifswald (1648, aujourd'hui en Allemagne).
L'université est d'abord nommée « Academia Carolina » après Charles X Gustave de Suède. Le nom est formellement utilisé jusqu'à la fin du XIXe siècle, le nom d'université de Lund s'imposant alors.

## Départements
- Faculté des lettres
- Faculté de théologie
- Faculté de médecine
- Faculté de droit
- Faculté de sciences naturelles
- Faculté de sciences sociales
- École de Lund d'économie et management
- Faculté d'ingénierie

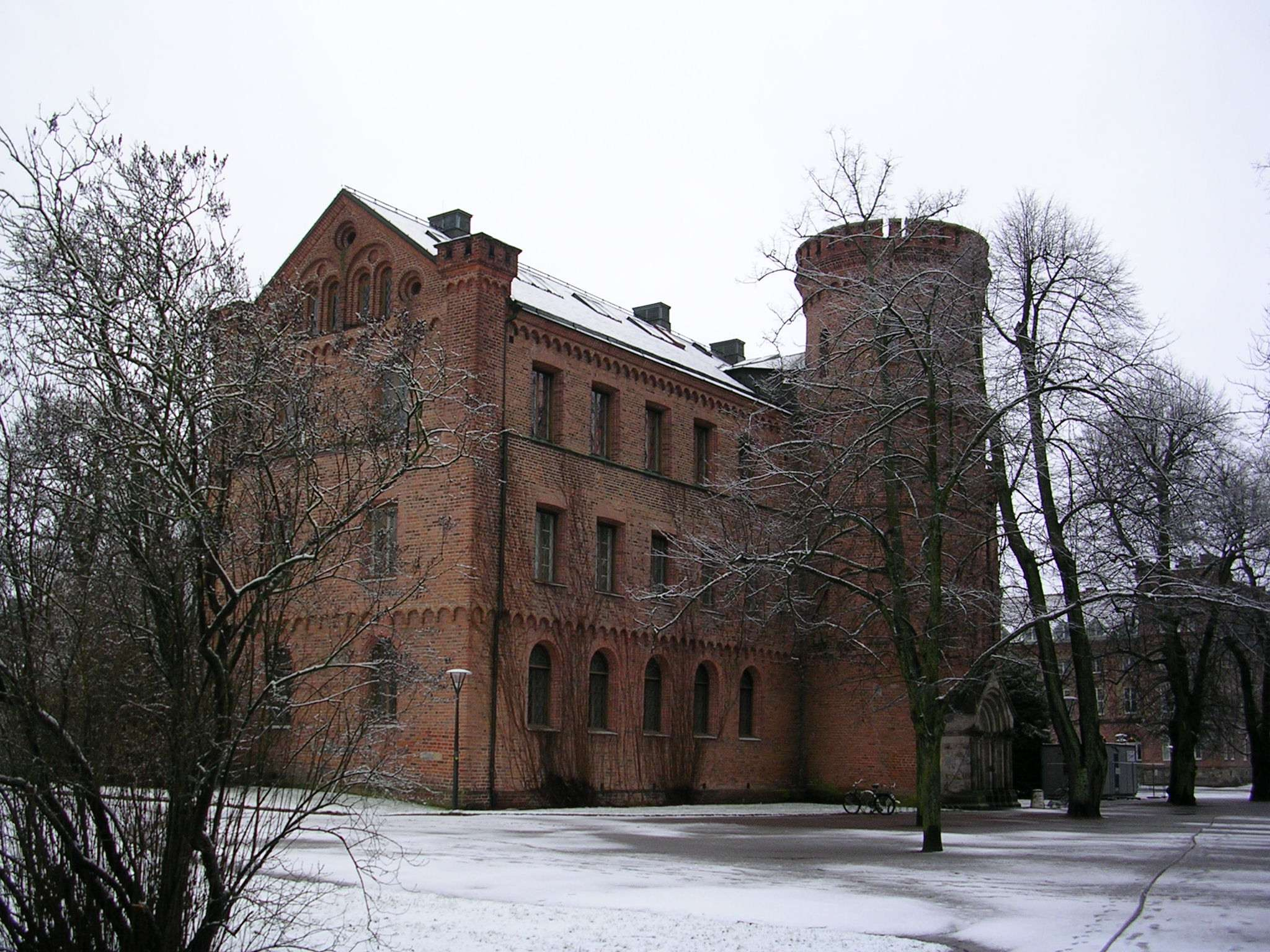
Kungshuset, le plus ancien bâtiment de l'université (terminé en 1584), abritant actuellement le département de philosophie.

- Académie d'arts du spectacle et d'arts visuels (Académie de musique, art et théâtre)

- Institut international pour l'économie environnementale industrielle (IIIEE).

Il existe aussi d'autres départements à Malmö, notamment l'Académie de musique de Malmö, et à Helsingborg.

## Relations internationales
L'université est membre de l’Université de l'Arctique. UArctic est un réseau international d’universités, d’instituts de recherche et d’organisations ayant pour but de promouvoir, coordonner et soutenir la recherche ainsi que l’éducation en régions arctiques.

## Personnalités liées à l'université

### Professeurs
- Anna Lena Lindberg, historienne
- Andreas Malm (géographe)
- Timothée Parrique (économiste)

### Étudiants
- Kilian Stobæus (1690-1742), médecin et naturaliste suédois
- Carl von Linné (1707-1778), naturaliste suédois
- Johan Gottschalk Wallerius (1709-1785), chimiste et minéralogiste suédois
- Mathias Benzelstierna (1713-1791), fonctionnaire d'état, éditeur d'un journal et bibliophile suédois
- Erland Samuel Bring (1736-1798), mathématicien suédois
- Bengt Lidner (1757-1793), poète suédois
- Erik Acharius (1757-1819), botaniste suédois
- Thomas Thorild (1759-1808), poète, critique et philosophe suédois
- Pehr Georg Scheutz (1785-1873), inventeur suédois
- Johan Wilhelm Zetterstedt (1785-1874), entomologiste suédois
- Otto Lindblad (sv) (1809-1864), compositeur suédois
- Martin Wiberg (sv) (1826-1905), inventeur suédois
- Karl Manne Georg Siegbahn (1886-1978), physicien suédois (prix Nobel de physique 1924)
- Fredrik Adam Smitt (1839-1904), zoologiste suédois
- Ernst Wigforss, homme politique suédois (1881-1977)
- Göte Wilhelm Turesson (1892-1970), botaniste suédois
- Frans Gunnar Bengtsson (1894-1954), écrivain suédois
- Tage Erlander (1901-1985), premier ministre suédois de 1946 à 1969
- Carl-Axel Moberg (1915-1987), archéologue suédois
- Per Wahlöö (1926-1975), écrivain suédois
- Hans Alfredson (1931-2017), acteur et cinéaste suédois
- Ingvar Carlsson (1934-), premier ministre suédois de 1986 à 1991 et de 1994 à 1996
- Göran Sonnevi (1939-), poète suédois
- Boris Smeds (en) (1944-), ingénieur suédois
- Katarina Mazetti (1944-), écrivaine et journaliste suédoise
- Minna Salami (1978-), journaliste nigériane
- Tèshomè Meteku, musicien éthiopien
- Najmun Nahar (1979-), exploratrice-aventurière suédoise d'origine bangladaise
- Louise Meijer (1990-), femme politique suédoise

## Classement international
En 2016, l'université de Lund est classée entre 101e et 150e au classement académique des universités mondiales par l'université Jiao Tong de Shanghai qui classe plus de 1 200 universités en fonction du volume et de la qualité de leurs publications électroniques.